# سیارک ۱۴۸۷۳
سیارک ۱۴۸۷۳ (به انگلیسی: 14873 Shoyo، نامگذاری:1990UQ2) چهارده هزار و هشتصد و هفتاد و سومین سیارک کشف شده‌است که در ۲۸ اکتبر ۱۹۹۰ کشف شد.
قدر مطلق سیارک برابر ۱۳٫۴۰ است.